# Idiotropiscis australe
Idiotropiscis australe är en fiskart som först beskrevs av Waite och Hale 1921.  Idiotropiscis australe ingår i släktet Idiotropiscis och familjen kantnålsfiskar. IUCN kategoriserar arten globalt som otillräckligt studerad. Inga underarter finns listade i Catalogue of Life.